# Édgar Vicedo
Édgar Vicedo Ayala (Madrid, 24 de agosto de 1994) é um basquetebolista profissional espanhol que atualmente joga pelo Movistar Estudiantes. O atleta que possui 2,03m de altura, atua como ala e tem carreira profissional desde 2013.

## Ligações Externas
- Édgar Vicedo no X